# Bojan Štumberger (fizik)
Bojan Štumberger, slovenski fizik, inženir elektrotehnike in predavatelj, * 1970.
Štumberger je od leta 2013 dekan Fakultete za energetiko v Krškem, ki je del Univerze v Mariboru.

## Življenjepis
Leta 1993 se je zaposlil na mariborski Fakulteti za elektrotehniko, računalništvo in informatiko, kjer je leta 1999 zaključil doktorski študij elektrotehnike.
Leta 2010 je postal visokošolski učitelj na fakulteti in leta 2013 je postal dekan Fakultete za energetiko.